# 迪尔哈根
迪尔哈根（德語：Dierhagen）是德国梅克伦堡-前波莫瑞州的一个市镇。总面积27.53平方公里，总人口1535人，其中男性746人，女性789人（2011年12月31日），人口密度56人/平方公里。